# Arnaud Di Pasquale
Arnaud di Pasquale (Casablanca, 11 de fevereiro de 1979) é um ex-tenista profissional francês. Seu melhor ranking foi de número 39 em 2000, e foi medalhista olímpico de bronze nos Jogos Olímpicos de Sydney 2000.

## Honras
- 1999 ATP de Palermo, Itália sobre Alberto Berasategui
- 2000 Tênis nos Jogos Olímpicos de Verão de 2000, Austrália, Medalha de Bronze